# アンラジェ
アンラジェ（フランス語: Enragés、「激昂する人」の意）は、フランス革命期に存在した急進派・過激派組織の名称。1792年から1793年にかけて起こった食料品などの生活必需品の欠乏と価格の高騰に際し、これらの品物への価格統制と、物質欠乏の元凶である買い占め人や投機師、悪徳商人らの処罰などを革命政府に要求してサン・キュロットの支持を得た。私有財産制の否定や人民自身による直接民主制、女性参政権などの急進的な主張を展開したが、その過激な主張・活動によって革命政府の弾圧を受け、1793年の夏以降、中心人物であったジャック・ルーをはじめ、ジャン＝テオフィル・ルクレール、ジャン＝フランソワ・ヴァルレ、クレール・ラコンブといった指導者たちが相次いで逮捕、投獄されたのち消滅した。

## 概要
アンラジェは、フランス革命の最中、下層階級を防衛し、急進的なサン・キュロットの要求を表明する扇動者の小集団であった。彼らは1793年2月17日から5月31日にかけてのパリの反乱で積極的な役割を果たし、モンターニュ派がジロンド派を国民公会から追放し、これを全面的に支配することを可能にした。 
アンラジェは、貧しい人々に利益をもたらすより多くの措置を講じるよう国民公会に訴える怒りのレトリックによってこの名前で呼ばれるようになった。アンラジェの主要な指導者であるジャック・ルー、ジャン＝フランソワ・ヴァルレ、ジャン＝テオフィル・ルクレール、クレ―ル・ラコンブらは、革命が人々に与えた約束を遂行しなかったとして激しく国民公会を批判した。 
アンラジェは統一された集団ではなく、アンラジェとされたグループに属する個々の指導者がそれぞれ独自の目的のために働いていた。そして、彼らが協力していたという確定的な証拠はない。これら指導者たちの個々の政治的性格としては、アンラジェはアナキズムといってよいほど冷笑的であり、ほとんどの政治組織や個人を疑い、他者との関係に抵抗した。指導者たちは自分が目的や手段を共有している運動体の一部であるとは考えていなかったし、ルーはヴァルレの逮捕さえ要求していた。アンラジェを結束したグループとする考えは、その理論家であったルクレールとルーを同じグループとして一括りにしたジャコバン派によって固定されたものである。

## 主な要求
1793年にジャック・ルーはこのグループの本質的な要求を表す「アンラジェの宣言」と呼ばれる演説を国民公会で行った。彼は、貧しい人々を犠牲にして金持ちが革命から利益を得たため、自由と平等は、これまでのところ「空しい幻想」であったと主張した。これを是正するために、彼は「すべての必需品は、すべての人に手が届く価格で提供されなければならない」と主張して、価格統制のための措置を提案した。彼はまた、投機と独占に従事している者に対して厳しい処罰を求めた。彼は反革命的活動を抑圧するために厳しい措置を講じることを国民公会に要求し、「バスティーユを倒したそれらの不滅の矛を『敵』である彼らに見せてやる」と約束した。最後に、彼は国家の財政を台無しにする国民公会を非難し、財政を安定させるためにアッシニアを通貨として独占的に使用させることを奨励した。

## アンラジェの成立
アンラジェは、ジャコバン派が資本主義的ブルジョワジーを抑制しようとしないことに応えて成立した。多くのパリ市民は、国民公会がサン・キュロットを犠牲にして、商人や小売店経営者を保護していることを恐れていた。アンラジェは一貫性のある運動体ではないが、働く貧困層に彼らの意見を表現するための議論の場を提供した。彼らの反対意見は、しばしば暴動、大衆デモ、激しい雄弁によって伝えられた。 ジャック・ルーとジャン＝フランソワ・ヴァルレは、1793年2月22日にパリの働く貧困層に対して、生活必需品に価格統制を行うよう説得するためにジャコバン・クラブに接近せよと激励した。アンラジェは、彼らの運動とその議題を国民公会で表明するために2人の女性を任命した。しかし、国民公会は彼女らに意見を表明させることを拒否した。これはパリ全体に激怒と批判を引き起こした。何人かの者は、サン・キュロットを犠牲にして商人エリートの利益を保護する国民公会を非難するようになった。アンラジェが自分たちの立場を伝えようとするさらなる試みは、国民公会によって否定された。これに対し、自分たちの声を届けるという断固たる決意のもと、アンラジェは反乱をもって応えた。彼らは商人エリートの邸宅や企業を略奪し、彼らの欲求を満たすために直接行動を取った。アンラジェは法的、そして超法規的手段を使ってその目的を達成したことで知られている。
アンラジェは国民公会のメンバーとサン・キュロットによって構成されていた。彼らは、サン・キュロットの内外における戦いに光を与えた。彼らは、国民公会が、フランスに残された未亡人や孤児に補償を与えることなく戦場で戦うように男たちに命じたと訴えた。彼らは基本的な必需品、特にパンを手に入れることが不可能なことを強調した。ジャック・ルーは、「アンラジェの宣言」において、国民公会に向けてこの感情を鮮やかに表現した。彼は次のように述べている。「自由のために死んだ人々の未亡人たちは、彼らの子供たちのために役立つミルクと蜂蜜のために、また彼女らが涙を拭うのに必要な綿のために、代価として金銭を支払う必要があるだろうか?」。
彼らは意図的に物価を押し上げるために商品を保有する「商人による貴族制」を非難した。ルーは、貧困者を犠牲にして個人的利益を増やすために投機、独占、退蔵を利用したモラルなき商人に厳罰を課すことを国民公会に要求した。アンラジェは、価格の吊り上げは「反革命的」であり反逆罪にあたるとした。この感情は、最近処刑された国王ルイ16世に同情した人々にまで及んだ。彼らは、君主制に共感した人々はまた、商品を貯蔵している人々にも共感していると感じた。アンラジェに属する人々の多くがジロンド派に対して積極的に働いていたことは驚くべきことではなく、実際に彼らは王を救うために戦ったジロンド派の消滅に貢献した。「アンラジェの宣言」に示されたイデオロギーに固執した人々は、専制は君主制によってのみ生まれるものではなく、不公平と抑圧は王の処刑によって終わったわけではないということを国民公会に強調したいと考えた。彼らの見解では、社会のある１つの階級が大部分の資源を独占しようとして、他の人々が同じ資源を手に入れることができないようにするたびに抑圧が存在していた。彼らの見解では、資源を追い求めることは容認できたが、資源を手に入れることを制限する行為は死によって処罰されるべきものであった。 
アンラジェは、「市民を破滅させ、絶望的にさせ、飢えさせた」ために成り立たなくなった商業を制限することを国民公会に要求した。アンラジェが時たま政治組織としての範囲内で活動する時、彼らの第一の目的は社会経済的改革を達成することであった。彼らは働く貧困層の差し迫った要求に応えようとする直接行動集団だった。 

## アンラジェにおける女性の位置
ジャン＝フランソワ・ヴァルレは、特にフランス革命の中で女性が持っていた巨大な影響力を理解していた。ヴァルレは、働く貧しい女性を誘発して動機を与え、それらを比較的ゆるい結合力を持った機動性ある一団に編成することによってアンラジェを形成した。アンラジェはしばしば女性を国民公会に派遣する代表者として指名した。クレール・ラコンブとポーリーヌ・レオンを含む革命的なプロト・フェミニストはアンラジェの中で重要な位置を占めた。フランス革命のプロト・フェミニストたちは、19世紀のフェミニスト運動に示唆を与えたと思われる。

## 主要な指導者

### ジャック・ルー
ローマ・カトリックの司祭ジャック・ルーがアンラジェのリーダーであった。ルーは民衆と共和国を支持した。彼は農民運動に参加し、聖職者民事基本法を支持して1791年1月16日に宣誓した。ルーは次のように主張した。「私は、神の前ではすべてが永遠であるという事に賛成したのと同様に、人類が自分たち自身の間を平等なものとすることで急激にその運命を変えた革命に、私の血の最後の一滴まで残らずすべて捧げる用意ができている」 。ルーは暴力こそが革命の成功のカギであると考えた。実際、ルイ16世が処刑されたとき、彼を断頭台まで連れて行ったのはルーだった。

### ジャン・ヴァルレ
アンラジェのもう一人のリーダーであるジャン・ヴァルレは、王制の崩壊に主導的な役割を果たした。ルイ16世がパリから逃走しようとしたとき、ジャン・ヴァルレは憲法制定国民議会に請願書を回し、王に反対する演説を行った。1792年8月10日、立法議会は国王の権限を停止し、国民公会の選挙を要求した。その後、ヴァルレは新しい国民公会の代議士となった。代議政体の一員でありながらヴァルレは代議制を信用せず、代議士を拘束し、選挙された立法者をリコールすることができる直接的な普通選挙を支持していた。彼は、貧しい人々を犠牲にして裕福な人々が利益を拡大することを防ぎ、独占と退蔵によって得られたすべての利益の国有化を求めた
。

### テオフィル・ルクレール
1790年、テオフィル・ルクレールはモルビアンで最初に徴募された義勇兵大隊に参加し、1792年2月までそのメンバーとして留まった。彼はルイ16世を攻撃する、ジャコバン派に向けた演説を通じてパリで知られるようになった。リヨンに移り住んだ後、彼はジャコバン・クラブに加入し、革命的な女性であるポーリーヌ・レオンと結婚した。彼は6月2日の反乱の後、追放されたジロンド派の処刑を求めて、他のアンラジェのような過激な暴力を認めた。

### クレール・ラコンブ
1793年、アンラジェに関連したもう一人の人物、女優クレール・ラコンブが革命的共和主義女性協会を設立した。このグループは、高い生活費、必需品の欠如、劣悪な生活条件に激怒していた。ラコンブは暴力的なレトリックと行動で知られていた。1793年5月26日、ラコンブは、国民公会のベンチでジロンド派の女性であるテロワーニュ・ド・メリクールを鞭で打ちのめした。ジャン＝ポール・マラーが介入しなければ、ラコンブはテロワーニュを殺していただろう。

## その他のグループ
モンターニュ左派とエベール派に向けてアンラジェはマクシミリアン・ロベスピエールとジャック・ルネ・エベールと戦ったが、サン・キュロットを引きつけるために両者はアンラジェが行っていた提案のいくつかを実施し、その影響力を徐々に削いでいった。その後アンラジェの理念はグラックス・バブーフとその仲間によって再び取り上げられ発展した。 
1968年5月の五月革命で、アンラジェと呼ばれるグループがナンテール大学の学生の間で出現した。彼らはシチュアシオニスト・インターナショナルの影響を強く受け、五月革命における学生運動の主要なグループの1つとなった。 